# 贾加迪斯赫普尔
贾加迪斯赫普尔（Jagadishpur），是印度西孟加拉邦Haora县的一个城镇。总人口12826（2001年）。

## 人口
该地2001年总人口12826人，其中男性6591人，女性6235人；0—6岁人口1367人，其中男678人，女689人；识字率71.82%，其中男性为76.54%，女性为66.82%。

## 地理
贾加迪什普尔位于22°39′N 88°17′E / 22.65°N 88.29°E。

## 交通
拇指|贝纳拉斯路贾加迪什布尔帽子市场
贝纳拉斯路（15 号国道 的一部分）是该镇的主干道。 此外，Domjur-Jagadishpur 路将当地与 Domjur 连接起来。

### 巴士

#### 私人巴士
- 57A (钱迪塔拉 — 豪拉站)

#### 小巴士
- 30（Baluhati — 滨海艺术中心）

### 火车
Kona 火车站 是 Howrah-Amta 线上最近的火车站。 最近的铁路枢纽是 Howrah-Bardhaman 弦线 线上的 Dankuni 火车站。